# جورج غريفين (لاعب دوري الرغبي)
جورج غريفين (بالإنجليزية: George Griffin)‏ هو لاعب دوري الرغبي بريطاني، ولد في 26 يونيو 1992 في أكسفورد في المملكة المتحدة.